# Arthor von Blomberg
Arthor von Blomberg (* 7. Januar 1956 in New York City) ist ein amerikanischer Schlagzeuger, Musicaldarsteller und Musikproduzent.

## Leben und Wirken
Blomberg studierte bei Al Miller und Jim Chapin und besuchte die Schauspielschule von Lee Strassberg, um dann Rechtswissenschaften zu studieren. Als Schlagzeuger begleitete er Chet Baker, Bob Haggart, Anita O’Day, Richie Cole und Sonny Russo.
1974 machte der Film- und Musikunternehmer Robert Stigwood, nachdem er sein eigenes Plattenlabel RSO Records gegründet hatte, Blomberg zum Leiter des Künstler- und Repertoire-Managements und der Verlagsabteilung des Labels. Dort arbeitete er mit Eric Clapton, den Bee Gees, Alvin Lee und dem London Symphony Orchestra; auch war er an den Filmproduktionen Tommy, Saturday Night Fever: The Original Movie Sound Track und Sgt. Pepper beteiligt. Als RSO Records 1983 von Polydor Records übernommen wurde, arbeitete er als Produzent weiter mit Künstlern wie Jean-Michel Jarre, The Jam, 10cc, Chick Corea, James Brown, Gloria Gaynor, dem US-Pop-Duo Phillips / MacLeod und mit dem Duo Roy Ayers und Wayne Henderson. In den frühen 1990er Jahren entdeckte und produzierte Blomberg die Band L.A.P.D., bevor sie zu KoЯn wurde. Kurzzeitig war er Mitglied der Sidewalk Poets.
Aufbauend auf dem Leben und der Musik von Gene Krupa schuf er das Musical Dream Boogie; 2016 führte er (mit sich in der Hauptrolle) Hit Man – The Gene Krupa Story im Berliner Wintergarten auf. Weiterhin führte er, auch in Berlin, wo er zeitweise lebte, in Londons Ronnie Scott’s Jazz Club und in New York Gedenkkonzerte für Krupa durch, teilweise gemeinsam mit Pete York, und gründete ein neues Krupa Orchestra. Auch ist er als Schlagzeuger auf dem Album Blues for the Ladies von Tommy Schneller zu hören.

## Lexikalischer Eintrag
- Jürgen Wölfer: Jazz in Deutschland. Das Lexikon. Alle Musiker und Plattenfirmen von 1920 bis heute. Hannibal Verlag, St. Höfen 2008